# Dolol Civé
Dolol Civé este o comună din departamentul Maghama, Regiunea Gorgol, Mauritania, cu o populație de 3.318 locuitori.